# Fourgon cellulaire

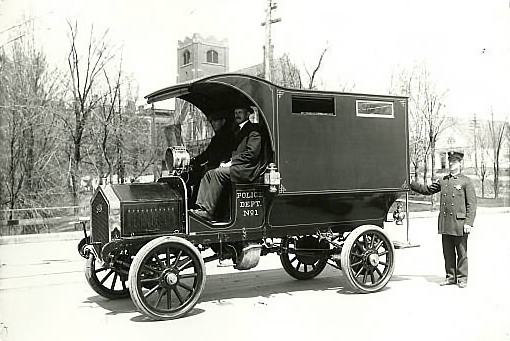
Un « panier à salade » américain (nommé Paddywagon) de Duluth, Minnesota, en 1909.

Un fourgon cellulaire (panier à salade en argot) est un fourgon utilisé comme véhicule de police ou de l'administration pénitentiaire, et destiné au transport des prisonniers. Son nom argotique lui a été donné en raison de la présence du système grillagé de protection des orifices de ventilation (aérateur) par analogie avec le « panier à salade », récipient grillagé destiné à essorer la salade après lavage; de même, certaines cheminées d'évacuation des fumées de combustion, comportaient ces dispositifs afin d'empêcher la nidification d'oiseaux au risque de provoquer des intoxications au monoxyde de carbone. Primitivement, les véhicules hippomobiles de police, à claire-voie, qui transportaient les prisonniers, les secouaient copieusement sur les rues alors pavées des agglomérations,.

## Littérature française

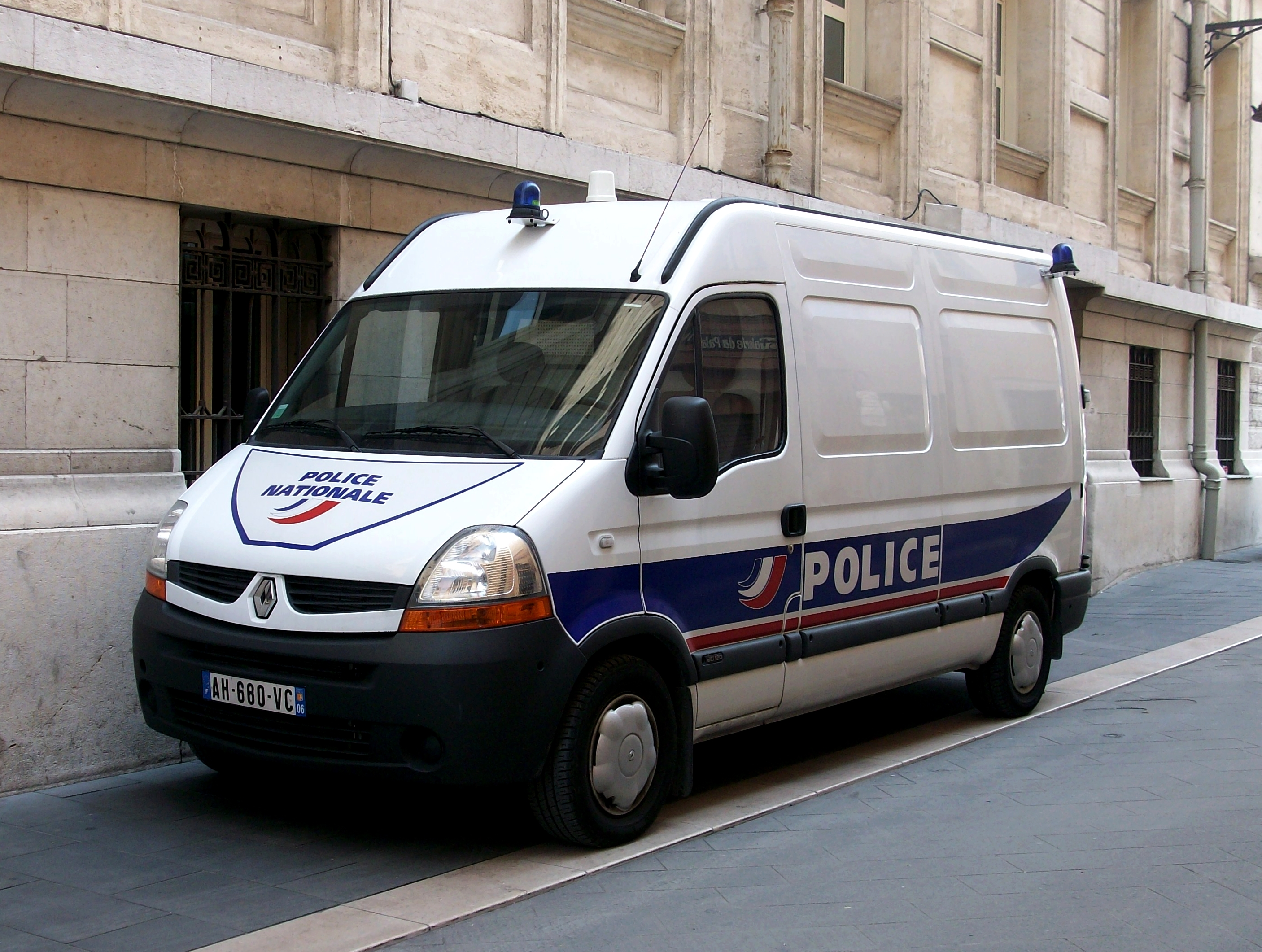
Renault Master de la police nationale française devant le palais de justice de Nice.

Victor Hugo, en 1842, dans la « Lettre quatrième : De Villers-Cotterêts à la frontière » de son livre Le Rhin, recueil de lettres fictives à un ami, évoque le fourgon cellulaire en ces termes :

« Cette voiture, que la lanterne éclaira alors vivement, n’avait d’autre ouverture que de petits trous ronds grillés aux deux faces latérales et une porte pratiquée à l’arrière et fermée en dehors par de gros verrous. L’homme au falot tira les verrous, la portière s’ouvrit, et l’intérieur de la carriole apparut brusquement. C’était une espèce de boîte, sans jour et presque sans air, divisée en deux compartiments oblongs par une épaisse cloison qui la coupait transversalement. La portière unique était disposée de manière qu’une fois verrouillée elle revenait toucher la cloison du haut en bas et fermait à la fois les deux compartiments. Aucune communication n’était possible entre les deux cellules, garnies, pour tout siège, d’une planche percée d’un trou. [...] Il était clair que c’était une voleuse, ou peut-être même quelque chose de pis, que la gendarmerie transférait d’un lieu à l’autre dans un de ces odieux véhicules que les gamins de Paris appellent métaphoriquement paniers à salade ; mais enfin c’était une femme. »

Honoré de Balzac, dans la troisième partie, intitulée « Où mènent les mauvais chemins », de son roman Splendeurs et misères des courtisanes, publié en 1846, consacre à ce véhicule un paragraphe le décrivant et indiquant l'étymologie probable de l'expression populaire qui le désigne :

« Cette ignoble voiture à caisse jaune, montée sur deux roues et doublée de tôle, est divisée en deux compartiments. Par devant, il se trouve une banquette garnie de cuir sur laquelle se relève un tablier. C'est la partie libre du panier à salade, elle est destinée à un huissier et à un gendarme. Une forte grille en fer treillissé sépare, dans toute la hauteur et la largeur de la voiture, cette espèce de cabriolet du second compartiment où sont deux bancs de bois placés, comme dans les omnibus, de chaque côté de la caisse et sur lesquels s'asseyent les prisonniers; ils y sont introduits au moyen d'un marchepied et par une portière sans jour qui s'ouvre au fond de la voiture. Ce surnom de panier à salade vient de ce que primitivement, la voiture étant à claire-voie de tous côtés, les prisonniers devaient y être secoués absolument comme des salades. Pour plus de sécurité, dans la prévision d'un accident, cette voiture est suivie d'un gendarme à cheval, surtout quand elle emmène des condamnés à mort pour subir leur supplice. Ainsi l'évasion est impossible. La voiture, doublée de tôle, ne se laisse mordre par aucun outil. Les prisonniers, scrupuleusement fouillés au moment de leur arrestation ou de leur écrou, peuvent tout au plus posséder des ressorts de montre propres à scier des barreaux, mais impuissants sur des surfaces planes. Aussi le panier à salade, perfectionné par le génie de la police de Paris, a-t-il fini par servir de modèle pour la voiture cellulaire qui transporte les forçats au bagne et par laquelle on a remplacé l'effroyable charrette, la honte des civilisations précédentes, quoique Manon Lescaut l'ait illustrée. »

Maxime Du Camp, à propos du transfert des condamnés à mort, décrit ainsi le panier à salade dans l’ouvrage Paris, ses organes, ses fonctions et sa vie dans la seconde moitié du XIXe siècle paru en 1879 :

«  Mais un acte barbare subsistait encore : le trajet de Bicêtre à la barrière Saint-Jacques ; il avait cependant été rendu rationnel et plus humain. La charrette lente, lourde et à claire-voie, avait été remplacée par « le panier à salade », plus rapide, complètement clos, et où du moins le condamné, assis près du prêtre, pouvait cacher à la foule gouailleuse ses dernières expansions et son repentir suprême ; mais la nécessité de faire cette longue route sur des chemins souvent défoncés par l’hiver, au milieu des arrivages de maraîchers se rendant aux halles, constituait seule une redoutable aggravation de peine. »

Maurice Leblanc livre, en 1906, une autre description du panier à salade, dans la troisième nouvelle narrant les aventures de son héros Arsène Lupin, publiée le 15 janvier 1906, sous le titre La Vie extraordinaire d'Arsène Lupin : L'Évasion d'Arsène Lupin, dans les colonnes du no 12 du mensuel Je sais tout et reprise, en juin 1907 sous le titre simplifié L'Évasion d'Arsène Lupin, dans le recueil Arsène Lupin, gentleman-cambrioleur, publié chez Pierre Lafitte et Cie. La description du véhicule, qui semble différer notablement de ce que rapportaient Hugo et Balzac une soixantaine d'années plus tôt, tient en un paragraphe et témoigne peut-être des perfectionnements que Balzac attribuait au « génie de la police de Paris » :

« Ces voitures pénitentiaires, vulgairement appelées « paniers à salade », sont divisées, dans leur longueur, par un couloir central, sur lequel s’ouvrent dix cases : cinq à droite et cinq à gauche. Chacune de ces cases est disposée de telle façon que l’on doit s’y tenir assis, et que les cinq prisonniers, outre qu’ils ne disposent chacun que d’une place fort étroite, sont séparés les uns des autres par des cloisons parallèles. Un garde municipal, placé à l’extrémité, surveille le couloir. »

## Par pays

### Allemagne

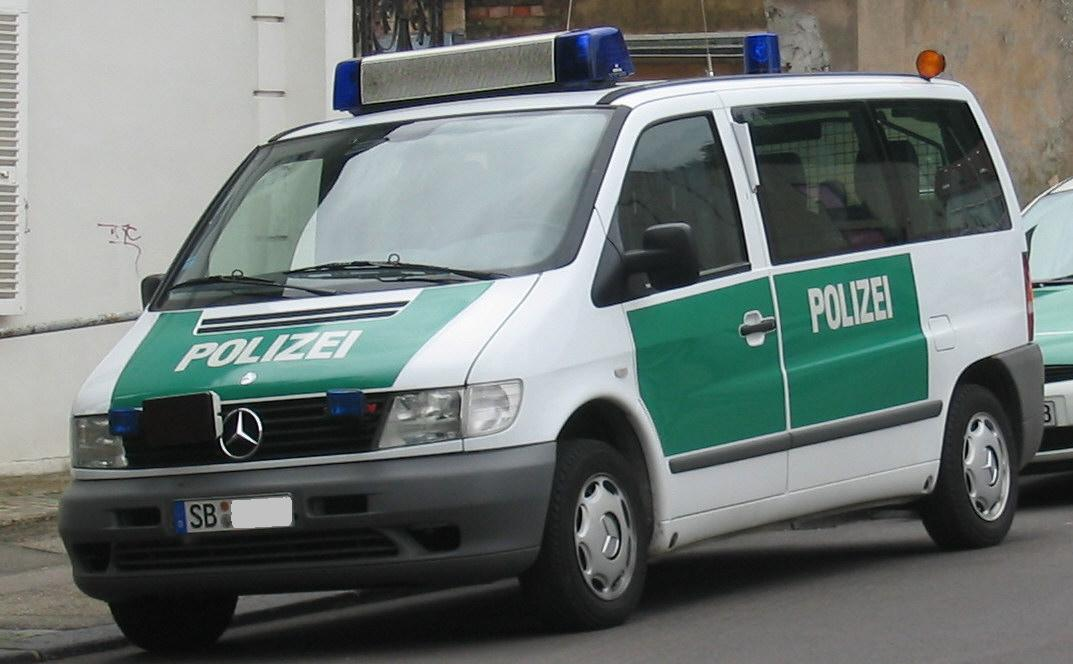
Mercedes-Benz Vito de la police allemande.

En Allemagne, dès 1866 semble-t-il, ce véhicule est nommé Grüne Minna, sans doute en raison de la couleur verte (grün en allemand) de la voiture hippomobile alors en usage à Berlin. Le mot Minna est lui le diminutif du prénom « Wilhelmine » qui est la forme féminine du prénom « Wilhelm », prénom de Wilhelm Friedrich Ludwig von Preußen, roi de Prusse et qui devient en 1871, empereur d'Allemagne.

### États-Unis

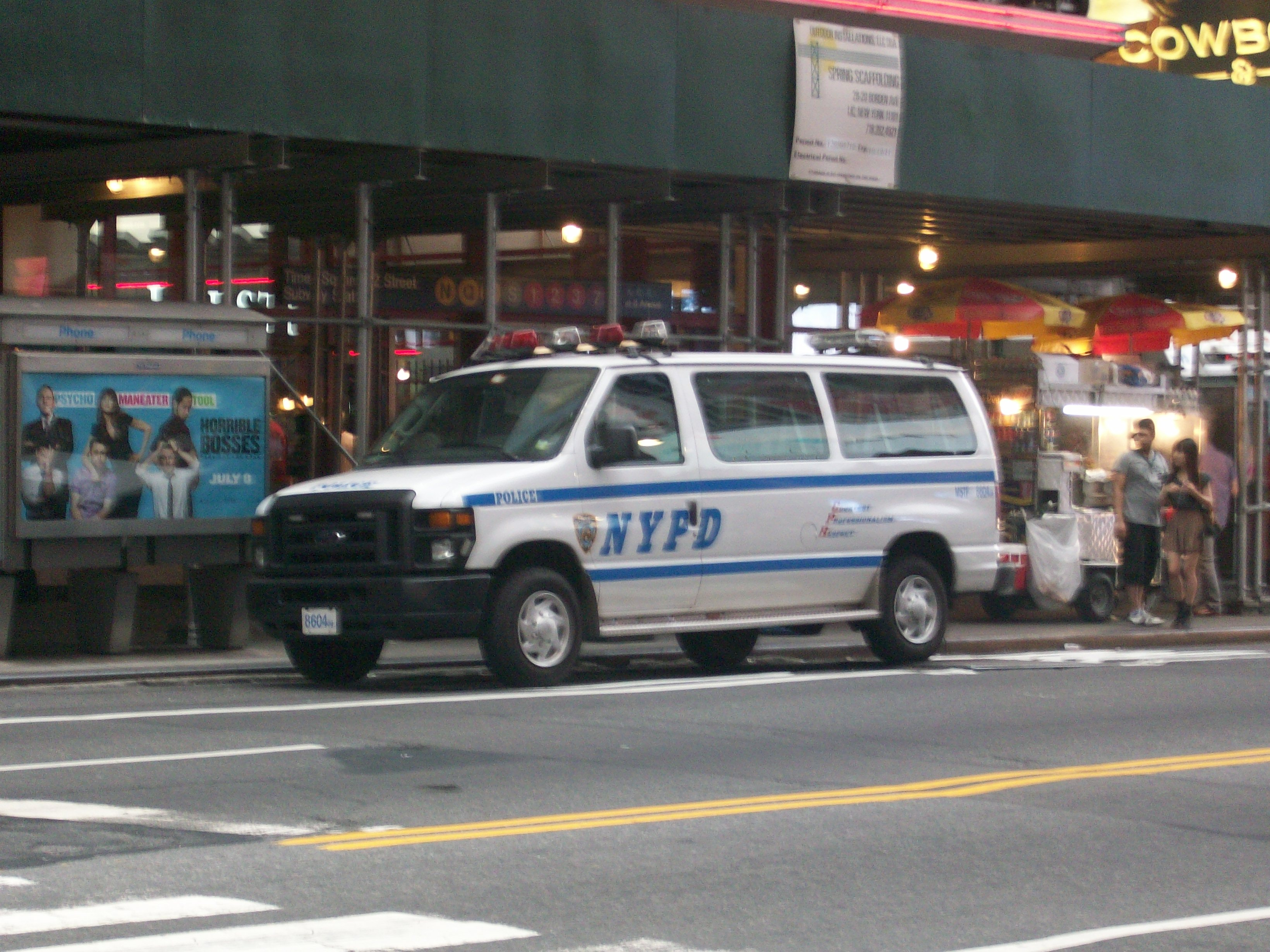
Ford-E de la police de New York.

Cette voiture est, aux États-Unis, nommée paddywagon. L'origine du terme est incertaine et controversée et remonte au moins aux années 1900. Il existe au moins trois versions quant à l'origine du mot. Le terme est composé de wagon qui en français peut se traduire par « fourgon », le désaccord se situe lui sur le terme paddy que l'on peut interpréter de différentes manières. 
La théorie qui prévaut veut que les Irlandais, qui composèrent très tôt un large pourcentage des policiers des villes américaines, soient à l'origine du terme. Le paddywagon désignait alors le véhicule conduit par des policiers irlandais. Le mot paddy était un diminutif communément utilisé par les Irlandais pour le prénom « Patrick », qui est parfois utilisé en argot américain pour parler des Irlandais en général. 
Une autre version, basée sur l'origine similaire du mot paddy veut que les Irlandais réputés être de grands consommateurs d'alcool, étaient plus fréquemment que d'autres emmenés au poste dans le fameux fourgon.
La dernière interprétation fait référence au terme padding qui signifie « rembourrer » et qui dans ce cas désigne le rembourrage dont était muni l'intérieur des premiers fourgons hippomobiles pour prévenir des blessures de ses passagers sur les chemins cahoteux de l'époque.

### Grande-Bretagne, Irlande et États-Unis
Souvent de couleur sombre ou noir (en anglais : black), le véhicule était surnommé Black Maria en Irlande et au Royaume-Uni ainsi qu'aux États-Unis avant que ne se popularise le terme de paddywagon. L'origine de Black Maria est également incertaine. L'Oxford English Dictionary mentionne son apparition dans le Boston Evening Traveller de 1847 qui le mentionne alors comme un nouveau type de fourgon. Le Brewer's Dictionary of Phrase and Fable suggère que son nom lui vient de Maria Lee, une corpulente Noire, tenancière d'une auberge à matelots de Boston qui donnait à l'occasion un coup de main à la police pour embarquer les prisonniers récalcitrants. Le mot est aujourd'hui toujours en usage au Royaume-Uni pour désigner le fourgon transportant les prévenus depuis la prison vers le tribunal. L'expression est reprise dans la chanson The Guns of Brixton des Clash, dans leur album London Calling en 1979.

### Norvège
Comme dans les pays anglophones (cf #États-Unis), en norvégien, le nom du véhicule est svartemarje, composé de svart qui signifie « noir » et Marje, l'équivalent du prénom « Maria » ou « Marie ».

## Anecdote historique
Le 23 juillet 1945, devant la Haute Cour de justice siégeant dans la salle de la première chambre de la cour d'appel de Paris, lors de la première audience du procès du maréchal Pétain, l'un de ses avocats, le bâtonnier Fernand Payen, intervenant peu après l'ouverture des débats et l'énoncé par l'accusé, de ses nom, prénom, âge et qualité, en réponse à la demande de Paul Mongibeaux, premier président de la Cour de cassation, président de la Haute Cour, dépose et développe des conclusions d'incompétence, qui seront repoussées après délibération. Parmi les propos du bâtonnier Payen, on relève cette phrase :
« Ce vieux soldat n'est pas un juriste et avant qu'il fût amené ici dans le panier à salade hier soir il n'avait jamais mis les pieds dans une salle d'audience. »